# 2006 QV89
2006 QV89 — околоземный астероид класса аполлонов, около 30 м в диаметре. Открыт 29 августа 2006 года, когда расстояние от Земли до объекта составляло около 0,03 а. e., а элонгация была равна 150 градусам. Дуга наблюдения коротка и составляет всего 10 дней. С 2006 года астероид не наблюдался. По оценкам астероид может подойти к Земле 23—27 сентября 2019 года на расстояние 0,04 а. e.

## Возможное соударение с Землёй
2006 QV89 обладает малым наклонением орбиты (1,07°) относительно плоскости эклиптики и MOID относительно Земли около 10200 км. Положение Земли в пространстве в этот момент известно, но положение астероида в тот же момент определено с низкой точностью. Поскольку с 2006 года астероид не наблюдался и дуга наблюдения коротка, ресурс Sentry Risk Table оценивает вероятность соударения астероида с Землёй 9 сентября 2019 года как 1 шанс из 9100. Согласно эфемеридам системы JPL Horizons 24 сентября 2019 года расстояние от астероида до Земли составит 0.04 а. e. при неопределённости (уровень значимости 3σ) ±10 млн км. NEODyS показывает дату сближения 23 сентября при минимальном расстоянии 0.03 а. е. Сайт European Space Agency оценивает шанс соударения как 1 к 7300 9 сентября 2019 года.
Моделирование методом Монте-Карло с использованием Solex 12 при 1000 модельных реализаций астероида показало, что множество возможных положений астероидов пересекается с Землёй.
Астероид окажется в противостоянии вблизи конца июля 2019 года, при этом по оценкам видимая звёздная величина будет равна ~22.

### Сближения
| дата             | а. е.    | расстояний до Луны | небесное тело |
| ---------------- | -------- | ------------------ | ------------- |
| 1968-12-25 13:10 | 0.039194 | 15.3               | Земля         |
| 2006-09-05 15:57 | 0.020451 | 7.97               | Земля         |
| 2019-09-23 12:54 | 0.040750 | 15.9               | Земля         |
| 2032-12-21 17:57 | 0.017641 | 6.87               | Земля         |